# 東京朝顔研究会
東京朝顔研究会（とうきょうあさがおけんきゅうかい）は、朝顔に関する研究、鑑賞について発達普及を図る目的で設立された任意団体。
毎年、7月28日から8月3日に日比谷公園にて大輪朝顔展示会を開催している。栽培講習会を年2回開催している。会報誌を年1回発刊している。

## 沿革
- 明治40(西暦1907)年4月に桑山曙光園、増川七夕庵、後藤旭豊園、山内聚芳園、土屋竹岡園、高瀬五尺園等の発起人により創設。当初は変化朝顔栽培を主体に、一時は千名の会員を擁する東京で最大の同好会であり、名花珍花を作出発表していた。
- 明治41(1908)年12月に東京朝顔研究会会報(第一号)[1]発行される。
- 昭和に入り、七夕庵により入谷式大輪朝顔が編み出されて人気となり、昭和7年8月、日比谷公園で初の東京市民あさがお展を開催。18cm余りの朝顔が開花し絶賛を博し、会の朝顔はそれ以降大輪朝顔栽培に大きく傾斜する。
- 昭和18(1943)年まで大輪朝顔展は日比谷公園にて開催されるが、以降、太平洋戦争の激化によりほとんどの会員は疎開して離散のため展示会は開催せず。
- 昭和26(1951)年、戦前の会員14名をもって会を復興。
- 昭和27(1952)年、7月27日から8月3日にかけて、日比谷公園で復興第一回の展示会開催。復興初年の会員数58名、会報も通巻30号を復興第1号と改めた。
- 創設以来、会運営は発起人の合議制を執っていたが、会員増加などにより規約を改正、会長と理事を選任する体制を昭和34年に整え、初代会長に倉本兼吉が就任。
- 昭和36(1961)年、東京都より都知事賞の制定を受け、会長賞と新人賞も設定して復興十周年記念会報を刊行。
- 昭和42(1967)年には農林大臣賞が制定される。同年、白川亨を第二代会長に選任。
- 昭和46(1971)年、第三代会長に安田五郎就任。
- 昭和54(1979)年の会員数は975名となる。
- 昭和56(1981)年に千代田区長賞を制定。
- 昭和59(1984)年、第四代会長に小泉恒正就任。
- 昭和62(1987)年より優秀作品のカラー印刷による会報掲載。
- 昭和63(1988)年、栗山幹雄が第五代会長に就任。
- 平成13(2001)年、復興50周年記念会報を発刊。巻頭を森宣正の優秀花、24.6cm径で飾った。
- 平成15(2003)年、江戸開府400年及び日比谷公園開園100年記念事業に協賛して特別展示展を開催。
- 平成16(2004)年、第八代会長に湊明久就任。
- 平成19(2007)年、創立百周年として、会報を記念号とする。
- 平成20(2008)年、雨間秀浩が会長に就任。会創立以来の記録花として加藤俊雄により浦霞80イ13が25.2cm径にて作出開花。
- 平成21(2009)年、都議会議長賞が制定。
- 平成28(2016)年、会創立以来の記録花として加藤俊雄により「浦霞５６１３」が25.5cm径[2]にて作出開花。

## 主要事業

### 超大輪朝顔展示会
毎年、東京都及び千代田区の後援を得て、7月28日から8月3日まで日比谷公園常設陳列場にて変化朝顔研究会と共催で展示会を開催。大輪朝顔約1,000鉢が出品される。
蔓を伸ばし、20cm以上の花径を競う行灯(らせん)作りの部、蔓を伸ばさず切り詰め、花色、花模様及び草姿のバランスの美しさを競う切込作りの部、濃茶の花色の団十郎の部があり、それぞれ規定に基づき審査され、優秀、秀逸、佳品に等位される。優秀花の中から特に優れたものから、農林水産大臣賞、文部科学大臣賞、環境大臣賞、東京都知事賞、千代田区長賞、都議会議長賞などが授与される。
展示期間中、朝顔の押花教室も行われる。
現在の展示会期間中最大花は加藤俊雄氏作出、栽培の「浦霞５６１３」の径25.5cmである。

### 講習会
毎年2回、文京シビックホールで大輪朝顔栽培講習会を開催。

## 公式サイト
- 東京朝顔研究会ホームページ